# Borîsivka, Nikopol
Borîsivka (în ucraineană Борисівка) este un sat în comuna Dmîtrivka din raionul Nikopol, regiunea Dnipropetrovsk, Ucraina.

## Demografie
Componența lingvistică a localității Borîsivka
     Rusă (74,35%)
     Ucraineană (24,56%)
     Alte limbi (0,27%)
Conform recensământului din 2001, majoritatea populației localității Borîsivka era vorbitoare de rusă (74,35%), existând în minoritate și vorbitori de ucraineană (24,56%).